# Cynisme (contemporain)
Pour l'attitude provenant d'une école philosophique de la Grèce antique, voir cynisme.
 (septembre 2018).
Compris dans un sens vulgaire, le cynisme est confondu avec le scepticisme. Toutefois, le cynisme est une volonté de rébellion et de subversion contre l'ordre établi, la morale et la tradition. Le scepticisme désacralise également la morale et la tradition, mais en revanche admet la nécessité sociale des apparences de moralité et de justice. Dans la continuité de Diogène de Sinope, le cynique fait l'apologie de l'authenticité, tandis que le sceptique comprend l'importance de l'hypocrisie, de la tromperie et de la fraude dans la société. Le profane considère le cynisme comme une attitude ou un état d'esprit caractérisé par une faible confiance dans les motifs ou les justifications apparentes d'autrui, ou un manque de foi ou d'espoir dans l'humanité. Il est parfois considéré comme une forme de lassitude fatiguée, mais aussi comme un mode de critique ou de scepticisme réaliste. De fait, le scepticisme et le cynisme sont deux façons différentes de concevoir l'immoralisme.
Le terme dérive originellement d'une école philosophique de la Grèce antique, dite cynique, qui rejetait toutes les conventions (qu'elles concernent la religion, la politesse, la décence ou les « bonnes manières ») et prônait la poursuite de la vertu dans un style de vie simple et détaché des objets extérieurs. Au XIXe siècle, une interprétation accentuant les aspects négatifs de cette philosophie a conduit à un nouvel usage du mot, désignant l'incrédulité envers la sincérité ou la bonté des motivations et des actions humaines. Le cynique type ne fait pas confiance à l'éthique publiquement professée, ni aux valeurs morales consensuelles, tout spécialement lorsqu'il porte en lui de hautes attentes concernant la société, les institutions et les autorités, qui restent déçues. Le cynique est un idéaliste déçu.
Cet état d'esprit se manifeste comme le résultat de la frustration, de la désillusion, et d'une confiance faible ou inexistante envers les organisations, autorités et d'autres aspects de la société. Les cyniques font preuve de rigorisme moral en tant qu'ils professent une morale alternative.
De ce fait, le terme a acquis une forte connotation péjorative et désigne généralement des personnes assumant ouvertement faire du tort à autrui pour servir leurs intérêts.

## Apparition du cynisme moderne
Le cynisme classique, grec et romain, considérait la vertu comme la seule condition requise pour être heureux. Les cyniques cherchaient alors à se libérer des conventions, à devenir indépendants et à vivre en accord avec la phusis (la nature). Ils rejetaient les notions habituellement liées au bonheur, telles que la richesse, le pouvoir ou la célébrité, en les considérant comme opposées à la pratique de la vertu. Ce rejet des valeurs sociales conventionnelles les amenait à critiquer les comportements auxquelles elles conduisaient (notamment l'avidité), en tant que ceux-ci seraient cause de souffrance.
Aux XVIIIe et XIXe siècles, les historiens de la pensée ont avant tout perçu le caractère négatif de la philosophie cynique classique. De cette perception découle le sens que l'on donne aujourd'hui à ce mot. Bertrand Russell remarque que le sens actuel contraste avec les conclusions du cynisme classique, qui conclut en faveur de « la vertu et [de] la liberté morale comme permettant de se libérer du désir ».
Le cynisme moderne peut être défini comme une attitude de méfiance à l'égard des valeurs morales habituellement professées dans la société et comme un rejet du besoin de s'impliquer socialement. Relativement opposé à l'optimisme, il est surtout l'inverse de la naïveté, et s'il est souvent considéré comme le produit de la société de masse, le cynique-type tendra à penser que l'engagement politique n'a pas d'autre choix que le cynisme.
En dépit de son caractère négatif, le cynisme ne se confond pas avec la dépression ou la pure neurasthénie. Dans sa Critique de la raison cynique, le philosophe Peter Sloterdijk trace ainsi le portrait des cyniques modernes :

« À la limite de la mélancolie, ils peuvent garder sous contrôle leurs propres symptômes de dépression et ainsi maintenir leur aptitude au travail, quoi qu'il puisse arriver… En effet, c'est là le point essentiel du cynisme moderne : l'aptitude de ses supporters à travailler, en dépit de tout ce qui peut survenir. »

L'un des aspects positifs du cynisme est le désir de dévoiler l'hypocrisie telle qu'elle est, ainsi que l'écart entre les idéaux de la société et ses pratiques.
Le cynisme social résulterait d'attentes de départ trop élevées concernant la société, les institutions et les autorités ; déçues, ces attentes se convertiraient en sentiments de désillusion et de trahison.